# Sant Julià de Basturs
Sant Julià de Basturs és una església romànica del poble de Basturs, de l'antic terme d'Orcau, actualment inclòs en el d'Isona i Conca Dellà. És una obra inclosa a l'Inventari del Patrimoni Arquitectònic de Catalunya.

## Història
El conjunt, sobretot per l'aparell, regular i amb carreus ben treballat, té l'aspecte d'una església del segle xii. Documentada almenys des del 1280 com a tal església, apareix sota la forma de Bescurç; el 1314 torna a ser esmentada, ara com a Besturç.

## Descripció
Església d'una nau i absis semicircular, més l'afegit d'una capella al mur sud. Absis amb finestra. A ponent, portal format per un arc de mig punt amb dovelles que formen una arquivolta (pintat blau cel). Damunt hi ha un ull de bou esqueixat. Campanar de cadireta de dos ulls de mig punt. Murs de carreus de pedra i coberta de llosa del país i teula àrab. La finestra rodona del damunt de la porta és un ull de bou, que, tot i no perdre la senzillesa de la resta de l'església, té alguns detalls més interessants, com la manera com és fet l'interior de l'ull de bou. Corona la façana occidental un campanar d'espadanya de dos ulls, també ben proporcionat respecte de la resta de la construcció.